# Seth (Hvězdná brána)
Seth je 2. epizoda 3. řady sci-fi seriálu Hvězdná brána.

## Příběh
Seth je Goa'uld, který žije již tisíce let na Zemi. SG-1 ho chtějí najít. Daniel Jackson na internetu najde několik informací a z nich usoudí, že je v USA. SG-1 se vydá k jeho obrněné vile. Jeho stráže mají stovky zbraní. Netroufnou si tam jít, jinak by mohli způsobit krvavou přestřelku a Seth by mohl všechny své přívržence v sektě zabít. Používá plyn na omámení lidí a tím je ovládne. SG-1 objeví podzemní tunel, kterým se dostanou dovnitř. Uvnitř pomocí zat'nik'atelů, kterých je tam ve skladu mnoho, osvobodí všechny a vyvedou je ven. Seth jde ale spolu s nimi tunelem. Zasáhne ozbrojenou rukou Jacoba Cartera. Ten dá zbraň Samantě Carterové a ta Setha zabije.